# Краљ лавова (филм из 2019)
Краљ лавова (енгл. The Lion King) је амерички драмски филм из 2019. године, у режији Џона Фавра и продукцији Волт Дизнија. Ово је фотореалистички компјутерски анимирани римејк Дизнијевог истоименог анимираног класика из 1994. године. Филм садржи гласове Доналда Гловера, Сета Роџена, Чуетела Еџиофора, Билија Ајхнера, Џона Оливера, Кигана-Мајкла Кеја, Бијонсе и Џејмса Ерл Џоунса. Радња прати Симбу, младог лава који мора да прихвати своју улогу законитог краља своје родне земље након убиства свог оца, Муфаса, од стране стрица Скара.
Планови за филм потврђени су у септембру 2016. године, након успеха играног филма Књига о џунгли. Фавро је био инспирисан одређеним улогама ликова у бродвејској адаптацији, које је развио у елементе оригиналне филмске приче. Већина главних улога је потврђено почетком 2017. и главне анимације почеле су са обрадом средином исте године на плавој етапи у Лос Анђелесу. Композитори Ханс Цимер, Елтон Џон, као и текстописац Тим Рајс, који су радили на оригиналном саундтреку, вратили су се као композитори и овог филма. Ово је последњи филм монтажера Марка Ливолсија, а сам филм је њему и посвећен. Са процењеним буџетом од 260 милиона долара, један је од најскупљих филмова икада снимљених.
Филм је премијерно приказан 9. јула 2019. у Холивуду, док је у Србији реализован 17. јула исте године, синхронизован на српски језик. Дистрибуцију је радио Тарамаунт филм, а синхронизацију Ливада продукција. Зарадио је преко 1,6 милијарди долара широм света, чиме је надмашио Залеђено краљевство као најуспешнији анимирани филм свих времена, а такође је и други најуспешнији филм из 2019. године. Добио је помешане критике од стране критичара, који су похвалили визуелне ефекте, музику и гласове, али су критиковали недостатак оригиналности и приказивање емоција ликове. Номинован је за Филмску награду по избору критичара, као и Златни глобус у категоријама за најбољи анимирани филм и најбољу оригиналну песму. Номинован је за награде Оскар и БАФТА у категорији за најбоље визуелне ефекте.

## Радња
Дизнијев „Kраљ лавова“ у режији Џона Фавроа одвешће нас у афричке саване, где је рођен будући краљ. Симба обожава свог оца, краља Муфасу и срчано прихвата своју краљевску судбину. Али, не радују се сви у краљевству рођењу новог младунчета. Скар, Муфасин брат и до тог тренутка наследник престола, има друге планове. Борба за краљевство обележена је издајом, трагедијом и драмом која ће се завршити Симбиним изгнанством. Уз помоћ нових, необичних и занимљивих пријатеља, Симба ће морати да пронађе начин да одрасте и врати оно што му по рођењу припада.

## Улоге
| Име лика   | Оригинални глас   | Српски глас                                    |
| ---------- | ----------------- | ---------------------------------------------- |
| Симба      | Доналд Главер     | Никола Шурбановић (говор) Марко Чапљић (песме) |
| Нала       | Бијонсе           | Андријана Оливерић (говор) Лејла Хот (песме)   |
| Муфаса     | Џејмс Ерл Џоунс   | Владан Живковић                                |
| Сараби     | Алфри Вудард      | Елизабета Ђоревска                             |
| Скар       | Чуетел Еџиофор    | Драган Вујић                                   |
| Зазу       | Џон Оливер        | Марко Марковић                                 |
| Тимон      | Били Ајхнер       | Милан Антонић                                  |
| Пумба      | Сет Роген         | Марко Гверо                                    |
| Рафики     | Џон Кани          | Бранислав Платиша                              |
| Шензи      | Флоренс Касамба   | Наташа Марковић                                |
| Азизи      | Ерик Андре        | Милан Пaјић                                    |
| Камари     | Киган Мајкл Кеј   | Давор Перуновић                                |
| Мали Симба | Џеј Ди Макрари    | Давид Марковић                                 |
| Мала Нала  | Шадади Рајт Џозеф | Дуња Јеличић                                   |